# 狩野泰一
狩野 泰一（かのう やすかず、1963年 - ）は、日本の篠笛奏者。東京都生まれ、佐渡島在住。

## 来歴・エピソード
1963年、東京都武蔵村山市出身。13歳でドラムを始める。東京都立国分寺高等学校を経て、一橋大学商学部在学中にジャズドラマーとしてライブ活動を開始。ニューヨーク留学中、日系アメリカ人による和太鼓の演奏に出会い、自己のアイデンティティーに目覚めて帰国する。1986年、一橋大学商学部卒業。1987年、佐渡島の鼓童研修生となる。これ以降、鼓童メンバーとして、カーネギー・ホール、ベルリン・フィルハーモニー・ホール、パリ市立劇場を始めとする世界20カ国で1000回を超える公演に参加した。
1997年、鼓童から独立し、佐渡島に暮らしながら、篠笛奏者としてコンサート、ワークショップや講演を開始する。2000年、5大陸32ヶ国での旅の体験と佐渡での発見を織り交ぜた写真エッセイ『地球が好き　佐渡が好き』を出版。
2002年、テレビ朝日「題名のない音楽会」でサリナ・ジョーンズと共演。NHK総合「どんとこい民謡」などに出演。
2004年、DVD『芸はDVDを見て盗め! 狩野泰一の篠笛を吹いてみよう（楽譜付）』出版。2005年、CD「Fish Dance」でヤマハミュージックコミュニケーションズからメジャー・デビュー。2006年、CD「風うたう」リリース。2008年、国際交流基金（日印交流年記念事業）で、福居典美（津軽三味線）、福居一大（津軽三味線）、鈴木裕子（ピアノ）とともにインド公演を実現する。2010年、CD「しあわせに」「竹のうた」「狩野泰一の篠笛セレクション（ピアノ伴奏カラオケ・楽譜付）」を発売する。
ピアニストの宮本貴奈とともに、「種まく旅人〜みのりの茶〜」や「日本の話芸」（NHK Eテレ）のテーマ音楽を制作した。このほか、ヤンマー「エコトラジャスティ」CM音楽の制作や、舞台「HIKOBAE」の音楽プロデューサーも務めた。2014年、第65回全国植樹祭にいがた2014エピローグアトラクションにおいて、天皇皇后の前で演奏する。

## ディスコグラフィー

### アルバム
- UMINARI（1999年）
- Fish Dance(2005年）
- 風うたう（2006年）
- しあわせに（2010年）
- 竹のうた（2010年）
- 狩野泰一の篠笛セレクション（「竹のうた」を中心に選曲、ピアノ伴奏カラオケ・楽譜付）(2010年）
- Departure［WA-OTO 中西圭三（歌）、狩野泰一（篠笛）、宮本貴奈（ピアノ）］（2015年）
- 狩野泰一の篠笛で歌ってみよう～ソロ、アンサンブル、太鼓やピアノと楽しむレパートリー～【模範演奏&太鼓・ピアノ伴奏CD付】（2016年）
- SOUND OF THE WIND（2017年）
- MATSURI〜世界の風〜（2020年）
- 昭和・平成のうた〜篠笛とピアノで〜（2021年）
- 『昭和・平成のうた』 篠笛楽譜集 【林正樹ピアノ伴奏CD付】（2022年）

### DVD
- 芸はDVDを見て盗め! 狩野泰一の篠笛を吹いてみよう(楽譜付)（2004年）

## 映画・テレビ・CM音楽

### 映画音楽
- 「種まく旅人〜みのりの茶〜」- 音楽監督を担当し、ピアニスト宮本貴奈とともに劇中の音楽を制作

### テレビ
- 「日本の話芸」（2013年4月、NHK Eテレ）- ピアニスト宮本貴奈とともに番組テーマ音楽を制作

### ラジオ
- 弾き語りフォーユー（2013年11月NHK-FM） - 小原孝とラジオ番組で共演

### CM音楽
- 「空を泳ぐ雲」 - ヤンマー「エコトラジャスティ」CM音楽

### 舞台音楽
- 「HIKOBAE」 - 企画・演出は塩屋俊、狩野は音楽プロデューサー・篠笛を担当した。